# سیارک ۱۰۵۶۳
سیارک ۱۰۵۶۳ (به انگلیسی: 10563 Izhdubar، نامگذاری:1993WD) ده هزار و پانصد و شصت و سومین سیارک کشف شده‌است که در ۱۹ نوامبر ۱۹۹۳ کشف شد.
قدر مطلق سیارک برابر ۱۶٫۹۰ است.